# François Vincentelli
Pour les articles homonymes, voir Vincentelli.
François Vincentelli, né le 4 janvier 1974 à Bruxelles, est un acteur belge.

## Biographie
Il découvre la comédie grâce à l'atelier théâtre de son lycée, puis il suit les cours de l'Institut national supérieur des arts du spectacle et techniques de diffusion de Bruxelles.
En novembre et décembre 2008, il occupe l'un des rôles principaux dans la saison 2 de la série Clara Sheller diffusée sur France 2. Il incarne le personnage de Gilles, inscrit dans un triangle amoureux avec Clara (Zoé Félix) et le meilleur ami de cette dernière, JP (Patrick Mille).
Dans les trois saisons de la série Hard, diffusées sur Canal+ en 2008, 2011 et 2015, il interprète Jean-Marc Danel dit Roy Lapoutre, star du X, entretenant une relation avec la femme qui a repris la société de production pour laquelle il tourne. En octobre 2018, il reprend son rôle quand la série est librement adaptée au Théâtre de la Renaissance par Bruno Gaccio, avec une mise en scène par Nicolas Briançon. 
Lors des Molières 2019, il reçoit le Molière du comédien dans un second rôle pour Le Canard à l'orange. 

### Vie privée
Il est le papa de jumeaux, Ange et Lucie, nés au début des années 2000.
Il a été en couple avec l'actrice Mylène Jampanoï.
En 2015, il entame une relation avec Alice Dufour, rencontrée sur la série Hard, .  En 2021, naît leur fille Colette.  Le 3 juillet 2024, Alice Dufour et lui se marient à la mairie du 8e arrondissement de Paris.

## Filmographie

### Cinéma
- 1991 : L'Année de l'éveil de Gérard Corbiau : le chef des Anciens
- 1998 : L'École de la chair de Benoît Jacquot
- 1999 : Six-Pack d'Alain Berbérian : Patrick
- 2001 : Tanguy d'Étienne Chatiliez : Cyril
- 2004 : La confiance règne d'Étienne Chatiliez : le maître-nageur
- 2005 : Bunker Paradise de Stefan Liberski : Mimmo
- 2006 : Comme tout le monde de Pierre-Paul Renders : JM
- 2008 : De l'autre côté du lit de Pascale Pouzadoux
- 2010 : The Tourist de Florian Henckel von Donnersmarck : le brigadier Marion
- 2011 : Une folle envie de Bernard Jeanjean : Franck Magellan
- 2011 : Nuit bleue d'Ange Leccia
- 2011 : L'Exercice de l'État de Pierre Schöller : Peralta, le ministre du budget
- 2011 : Bienvenue à bord d'Éric Lavaine : un joueur au casino
- 2011 : Au cul du loup de Pierre Duculot : Pascal
- 2012 : 30° Couleur de Lucien Jean-Baptiste : le « beau gosse »
- 2012 : Un bonheur n'arrive jamais seul de James Huth : César Renaudeau
- 2012 : Il était une fois, une fois de Christian Merret-Palmair : Intervenant belge
- 2015 : Joker de Simon West : Benny
- 2015 : Tu es si jolie ce soir de Jean-Pierre Mocky : Erwan
- 2017 : Raid Dingue de Dany Boon : Eric Scherz
- 2018 : Kill Ben Lyk de Erwan Marinopoulos : O'Sullivan
- 2019 : La Belle Époque de Nicolas Bedos : Lionel
- 2020 : Vagabondes de Philippe Dajoux : L'homme bobo
- 2020 : Villa Caprice de Bernard Stora : Vanecker
- 2023 : Nouveau Départ de Philippe Lefebvre : le client concessionnaire
- 2023 : Bernadette de Léa Domenach : Dominique de Villepin
- 2023 : Un stupéfiant Noël d'Arthur Sanigou : Armando
- 2025 : Une place pour Pierrot de Hélène Médigue : Jean

### Télévision
- 1992 : Maigret chez les Flamands dans la série Maigret de Serge Leroy : un garçon de café
- 1998 : Une ombre au tableau dans la série Une femme d'honneur de Philippe Monnier : Marco Pirelli
- 1999 : Blessure d'enfance dans la série Justice de Gérard Marx : Dabrizzio
- 1999 : La double vie de Katia dans la série Evamag de Christian François : Mathieu
- 2000 : Que reste-t-il... d’Étienne Périer : Benoît Fournier
- 2001 : Cellule familiale dans la série Chère Marianne de Pierre Joassin : Étienne Hennequin
- 2001 : Zaïde, un petit air de vengeance de Josée Dayan : le portier
- 2002 : Romance sans paroles de Jean-Daniel Verhaeghe : Paul
- 2002 : Les enfants du miracle de Sébastien Grall
- 2003 - 2004 : Frank Riva, série de Patrick Jamain : Guy « Guido » Buscema
- 2004 : Blessures profondes dans la série Navarro de Patrick Jamain : Monsieur Legrand
- 2005 : Fête de famille, mini-série de Lorenzo Gabriele : Yvan
- 2006 : Off Prime (1 épisode) : Pascal Lucciani
- 2006 : Tombé du ciel, mini-série de Stéphane Kappes : Frédéric
- 2007 : Mystère de Didier Albert : Lorenzo Dallaglio
- 2007 : Je hais les vacances de Stéphane Clavier : le berger
- 2007 : Agathe contre Agathe de Thierry Binisti : Yann Le Kervalec
- 2007 : Le Canapé rouge de Marc Angelo : Marc Leblanc
- 2007 : Suspectes de Laurent Dussaux : Lucas
- 2008 - 2015 : Hard, série de Cathy Verney : Roy Lapoutre
- 2008 : Clara Sheller, série d'Alain Berliner : Gilles
- 2008 : Versailles, le rêve d'un roi de Thierry Binisti : Nicolas Fouquet
- 2009 : Les Héritières de Harry Cleven : Pascal
- 2009 : Le Bourgeois gentilhomme de Christian de Chalonge : Dorante
- 2009 : Martha in mémoriam dans la série Myster Mocky présente de Jean-Pierre Mocky
- 2009 : Vive les vacances ! (1 épisode)
- 2012 - en cours : Scènes de ménages : Vincent, nouveau voisin de Liliane et José (tous les primes)
- 2013 : Alibi en chaine dans la série Hitchcock by Mocky de Jean-Pierre Mocky
- 2014-2018 : Marjorie de Ivan Calbérac : Thibault
- 2014 : Nos chers voisins : Un noël presque parfait : Guillaume, un ex petit-ami de Karine, aussi immature qu'Alain
- 2014 : Des roses en hiver de Lorenzo Gabriele : Thomas
- 2015 : Peplum, série de Philippe Lefebvre : Pascalus, l'esclave sexuel
- 2015 : Scènes de ménages, épisode Enfin en vacances à la mer
- 2015 : Le Magicien et les siamois, court-métrage de Jean-Pierre Mocky
- 2016 : L'Inconnu de Brocéliande de Vincent Giovanni : Romain Delorme
- 2016 : Sam, série de Valérie Guignabodet : M. Martinez
- 2017 : Les Mystères de l'île de François Guérin : Vincent, le maire de l'île
- 2017 : Entre deux mères de Renaud Bertrand : David
- 2017 - 2018 : Les Chamois, mini-série de Philippe Lefebvre : Thierry Bernard
- 2017 : Parole contre parole de Didier Bivel : Guillaume Miller
- 2017 : J'ai deux amours, mini-série de Clément Michel : Hector
- 2019 : Philharmonia, série de Louis Choquette : Yvan Borowski
- 2019 : Double je, série policière de Laurent Dussaux (épisode 1 à 4) et Akim Isker : Jimmy, l'ami imaginaire
- 2019 : Myster Mocky présente, épisode Un rôle en or de Jean-Pierre Mocky
- 2020 : Faites des gosses, série télévisée de Philippe Lefebvre : Arnaud
- 2021 : Liés pour la vie de Jean-Marc Rudnicki : Marc
- 2021 : Meurtres à Porquerolles de Delphine Lemoine : Arnaud Taillard
- 2022 : L'Amour (presque) parfait de Pascale Pouzadoux : Max
- 2022 : Amis d'enfance de Sam Karmann et Serge Khalfon : Max
- 2023 : L'École de la vie : José
- 2024 : Fais pas ci, fais pas ça : On va marcher sur la Lune d'Alexandre Castagnetti : Dominique Julien
- 2025 : Montmartre de Louis Choquette
- 2025 : Ghosts : Fantômes en héritage, mini-série d'Arthur Sanigou
- 2026 : Les Farouches de  Christelle Raynal : capitaine Victor Farthouat

### Clips
- Corinne Hermès : On vit comme on aime (décembre 2005) de l'album Vraie
- Elisa Tovati : Le Syndrome de Peter-Pan (2010)
- Daphné : L'Homme à la peau musicale (2010)
- Debout sur le zinc : J'ai vu la lumière (2015)

## Doublage
Sources : Planète Jeunesse et Doublage Séries Database

### Téléfilm
- 2019 : Une lycéenne diabolique : Rob Manning (James Gallanders)

### Série télévisée
- 2009-2013 : Heartland : Peter Walter « P. W. » Morris (Gabriel Hogan) (1re voix, saisons 2 à 6)

### Séries d'animation
- 1990-1995[11] : Hakkenden : voix additionnelles (OAV)
- 1994-1996 : Highlander : Quentin Macleod
- 2004-2008 : Atomic Betty : Barney et Hypno
- 2006-2008 : Galactik Football : D'Jok et Rocket (création de voix - 1re voix, saisons 1 et 2)
- 2010 : Le Petit Prince : Muche-Muche (création de voix, épisode La Planète du Grand Bouffon)

## Théâtre
- 1998 : Château en Suède de Françoise Sagan, mise en scène Annick Blancheteau, Théâtre Saint-Georges
- 1999 : Le Nouveau Testament de Sacha Guitry, mise en scène Bernard Murat, Théâtre des Variétés
- 2009 : Vie privée de Philip Barry, mise en scène Pierre Laville, Théâtre Antoine
- 2011-2012 : Quadrille de Sacha Guitry, mise en scène Bernard Murat, théâtre Édouard VII
- 2012 : Le Dindon de Georges Feydeau, mise en scène Bernard Murat, Théâtre Édouard VII
- 2013 : Quadrille de Sacha Guitry, mise en scène Bernard Murat, tournée, Théâtre Édouard VII
- 2013 : Nina d'André Roussin, mise en scène Bernard Murat, Théâtre Edouard VII
- 2015 : Nina d'André Roussin, mise en scène Bernard Murat, tournée
- 2016 : Du vent dans les branches de Sassafras de René de Obaldia, mise en scène Bernard Murat, Théâtre Édouard VII
- 2018 : Le Canard à l'orange de William Douglas Home, mise en scène Nicolas Briançon, Festival d'Anjou
- 2018 : Hard, adaptation de Bruno Gaccio, mise en scène Nicolas Briançon, Théâtre de la Renaissance
- 2019 : Le Canard à l'orange de William Douglas Home, mise en scène Nicolas Briançon, Théâtre de la Michodière
- 2022 : Le Canard à l'orange de William Douglas-Home, mise en scène Nicolas Briançon, théâtre de la Michodière
- 2023 : La Maitresse de mon fils d'Alexis Macquart, mise en scène Nicolas Briançon, Palais des glaces (Paris)
- 2023 : L'effet miroir de Léonore Confino, mise en scène Julien Boisselier, Théâtre de l'Œuvre

## Distinction
- Molières 2019 : Molière du comédien dans un second rôle pour Le Canard à l'orange